# Geophis fulvoguttatus
Geophis fulvoguttatus är en ormart som beskrevs av Mertens 1952. Geophis fulvoguttatus ingår i släktet Geophis och familjen snokar. Inga underarter finns listade i Catalogue of Life.
Arten förekommer med tre små och från varandra skilda populationer i västra Honduras och norra El Salvador. Den lever i bergstrakter mellan 1680 och 2200 meter över havet. Geophis fulvoguttatus vistas i molnskogar och den lever delvis underjordisk. Ett exemplar hittades i magsäcken av korallormen Micrurus diastema. Honor lägger ägg.
Beståndet hotas av intensivt skogsbruk och skogens omvandling till jordbruksmark. Även i skyddszoner som Cerro Azul nationalpark försämrades situationen. IUCN listar arten som starkt hotad (EN).